# 10e cérémonie des Lumières

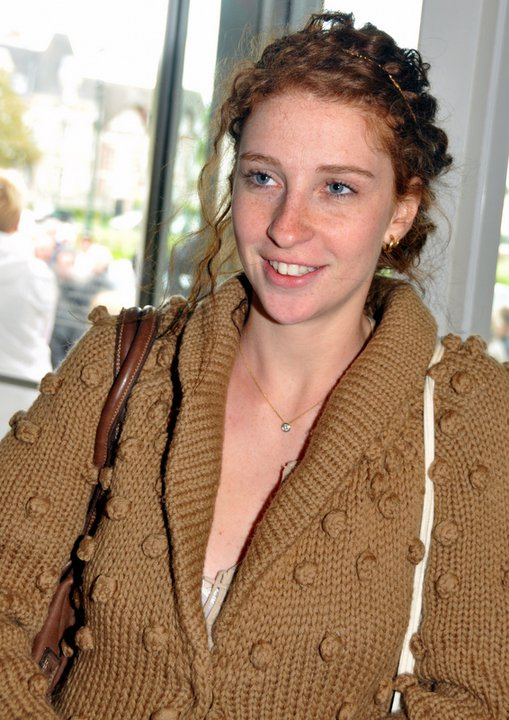
Lola Naymark, meilleur espoir féminin, pour le rôle de Claire Moutiers dans "Brodeuses".

La 10e cérémonie des Lumières de la presse internationale s'est déroulée le 16 février 2005 au Cinéma des cinéastes. Elle a été présidée par Patrice Leconte.

## Palmarès

### Meilleur film
- Les Choristes

### Meilleur réalisateur
- Jean-Pierre Jeunet pour Un long dimanche de fiançailles

### Meilleure actrice
- Emmanuelle Devos pour le rôle de Nora dans Rois et reine

### Meilleur acteur
- Mathieu Amalric pour le rôle d'Ismaël dans Rois et reine

### Meilleurs espoirs féminins
- Lola Naymark pour le rôle de Claire Moutiers dans Brodeuses
- Marilou Berry pour le rôle de Lolita Cassard dans Comme une image

### Meilleur espoir masculin
- Damien Jouillerot pour le rôle de Daniel Massu dans Les Fautes d’orthographe

### Meilleur scénario
- L'Esquive – Abdellatif Kechiche

### Meilleur film francophone
- Demain on déménage de Chantal Akerman